# Ettore Majorana
Ettore Majorana (született 1906. augusztus 5-én és eltűnt 1938-ban) olasz elméleti fizikus volt, aki a neutrínótömegekkel foglalkozott. 1938. március 25-én rejtélyes körülmények között eltűnt, miután hajójegyet váltott, hogy Nápolyból Palermóba utazzon.
Róla nevezték el a Majorana-egyenletet, a Majorana-fermionokat és az első Majorana-részecskéket hasznosító kvantumchipet, a Majorana 1-et. Emlékére 2006-ban Majorana-díjat alapítottak.

## Élete és munkássága
1938-ban Enrico Fermit idézték, aki azt mondta Majoranáról: „A másod- vagy harmadrangúak mindent megtesznek, de soha nem jutnak messzire. Aztán vannak az első rangúak, akik fontos felfedezéseket tesznek, amelyek alapvetőek a tudományos fejlődés szempontjából. Aztán ott vannak a zsenik, mint Galilei és Newton. Majorana ezek közé tartozott.”
Majorana lelkes és hívő katolikus volt.

### Matematikában tehetséges
Majorana a szicíliai Cataniában született. Nagybátyja, Quirino Majorana szintén fizikus volt. A matematikában tehetséges Majorana 1923-ban kezdte meg egyetemi tanulmányait mérnöki szakon, de 1928-ban Emilio Segrè sürgetésére átváltott a fizikára. Nagyon fiatal volt, amikor csatlakozott Enrico Fermi római csapatához a „Panisperna utcai fiúk” egyikeként, akik a laboratóriumuk utcai címéről kapták a nevüket.

### Az első publikált tudományos dolgozatok

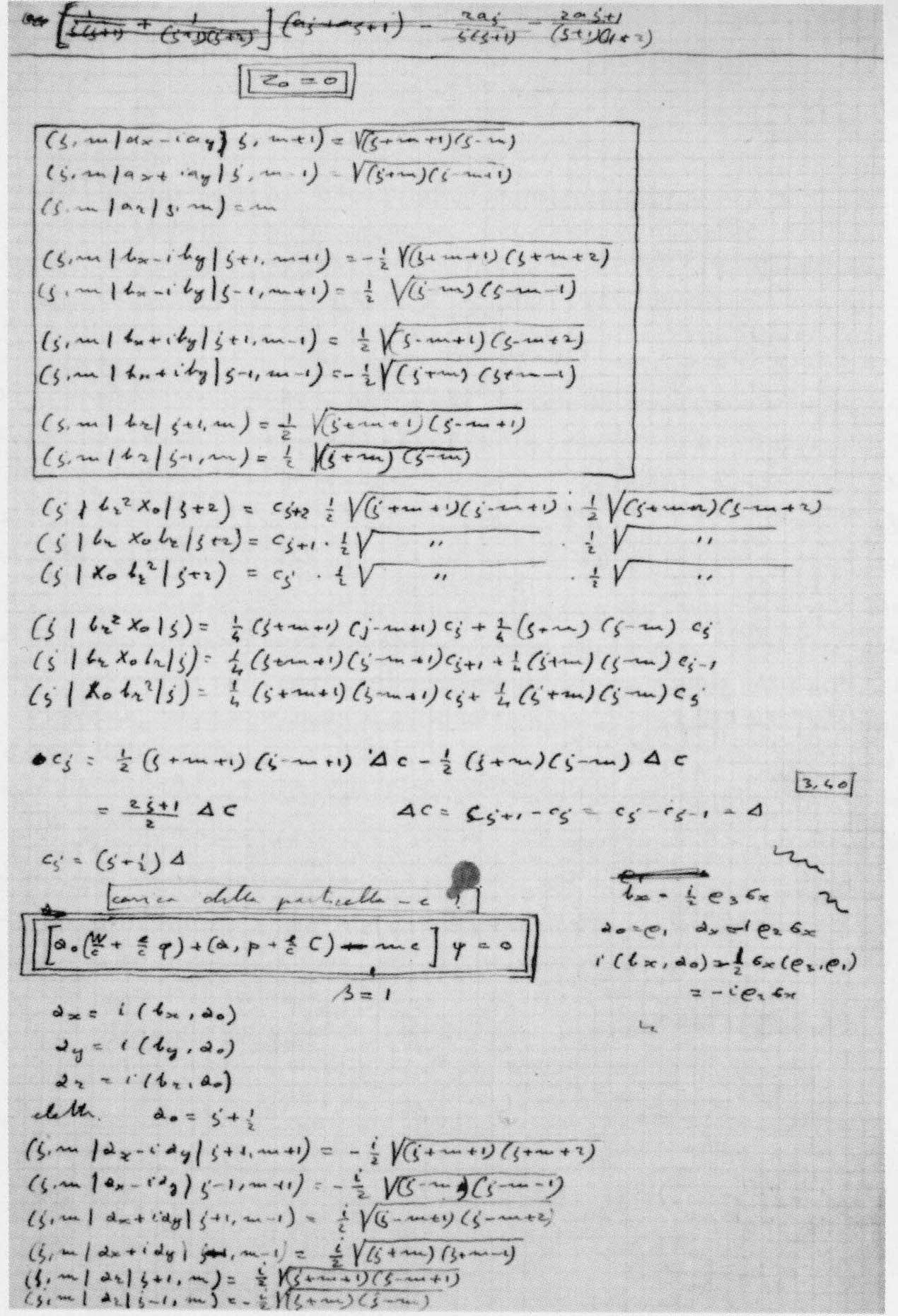
Kézzel írt jegyzetek az egyenlethez a végtelen komponensekben

Majorana első dolgozatai az atomi spektroszkópia problémáival foglalkoztak. Első, 1928-ban megjelent tanulmánya még egyetemi hallgató korában született, és társszerzője volt ifjabb Giovanni Gentile, a római Fizikai Intézet junior professzora. Ez a munka Fermi atomszerkezetre vonatkozó statisztikai modelljének (ma Thomas-Fermi-modell néven ismert, Llewellyn Thomas egyidejű leírása miatt) korai kvantitatív alkalmazása volt az atomspektroszkópiára.
Ebben a tanulmányban Majorana és Gentile első-elvi számításokat végeztek e modell keretében, amelyek jó magyarázatot adtak a gadolínium és az uránium kísérletileg megfigyelt magelektron-energiáira, valamint az optikai spektrumokban megfigyelt céziumvonalak finomszerkezeti felhasadására. 1931-ben Majorana publikálta az első tanulmányt az atomspektrumokban megjelenő autoionizáció jelenségéről, amelyet ő „spontán ionizációnak” nevezett; egy ugyanebben az évben Allen Shenstone (Princeton Egyetem) által publikált független tanulmány „autoionizációnak” nevezte, amelyet először Pierre Auger használt. Ez az elnevezés, kötőjel nélkül, azóta a jelenség hagyományos elnevezése lett.
Majorana 1929-ben a római La Sapienza Egyetemen szerzett laurea fokozatot fizikából. 1932-ben publikált egy tanulmányt az atomspektroszkópia területén, amely az összehangolt atomok viselkedéséről szólt időben változó mágneses mezőben. Ezt a problémát, amelyet szintén tanulmányozott I. I. Rabi és mások is tanulmányozták, az atomfizika egy fontos alágazatának, a rádiófrekvenciás spektroszkópiának a kialakulásához vezetett. Ugyanebben az évben publikálta a tetszőleges belső impulzusú részecskék relativisztikus elméletéről szóló tanulmányát, amelyben kidolgozta és alkalmazta a Lorentz-csoport végtelen dimenziós ábrázolásait, és elméleti alapot adott az elemi részecskék tömegspektrumának. Mint Majorana legtöbb olasz nyelven írt tanulmánya, ez is több évtizedig viszonylagos ismeretlenségben sínylődött.
Irène Joliot-Curie és Frédéric Joliot-Curie 1932-ben végzett kísérletei kimutatták egy ismeretlen részecske létezését, amelyről azt feltételezték, hogy gammasugár. Majorana volt az első, aki helyesen értelmezte a kísérletet, mivel egy új részecskét követelt meg, amelynek semleges töltése és tömege nagyjából megegyezik a protonéval; ez a részecske a neutron. Fermi azt tanácsolta neki, hogy írjon cikket a témáról, de Majorana nem tette. James Chadwick még abban az évben kísérletileg bebizonyította a neutron létezését, és ezért a felfedezésért Nobel-díjat kapott.
Majorana híres volt arról, hogy nem kérte a felfedezéseiért járó elismerést, mivel munkáját jelentéktelennek tartotta. Életében mindössze kilenc tanulmányt írt.

### Munkája Heisenberggel és Bohrral
„Fermi sürgetésére Majorana 1933 elején elhagyta Olaszországot a Nemzeti Kutatási Tanács ösztöndíjával. A németországi Lipcsében találkozott Werner Heisenberggel. Később Heisenbergnek írt leveleiben Majorana elárulta, hogy nemcsak tudományos kollégára, hanem meleg személyes barátra is talált benne.”
A nácik akkor kerültek hatalomra Németországban, amikor Majorana odaérkezett. Az atommag elméletén dolgozott (1933-ban jelent meg németül), amely a csereerők kezelésében Heisenberg atommagelméletének továbbfejlesztését jelentette. Majorana ugyanebben az évben Koppenhágába is elutazott, ahol Niels Bohrral, egy másik Nobel-díjas kutatóval, Heisenberg barátjával és mentorával dolgozott együtt.

### Betegség és elszigeteltség
„1933 őszén Majorana rossz egészségi állapotban tért vissza Rómába, miután Németországban heveny gyomorhurutot kapott, és nyilvánvalóan idegkimerültségtől szenvedett. Szigorú diétára kényszerült, visszahúzódóvá vált, és szigorúan viselkedett a családjával. Édesanyjának, akivel korábban szívélyes kapcsolatot ápolt, Németországból azt írta, hogy nem kíséri el a szokásos nyári tengerparti nyaralásra. Ritkábban jelent meg az intézetben, és hamarosan alig hagyta el otthonát; az ígéretes fiatal fizikus remetévé vált. Közel négy évre elzárkózott a barátaitól, és nem publikált többé.”

### Végső munka
Ezekben az években, amikor kevés cikket publikált, Majorana számos kisebb művet írt a geofizikáról, az elektrotechnikáról, a matematikáról és a relativitáselméletről. Ezeket a kiadatlan írásokat, amelyeket a pisai Domus Galileiana őrzött meg, Erasmo Recami és Salvatore Esposito szerkesztette.
Majorana 1937-ben publikálta utoljára az elektronok és pozitronok szimmetrikus elméletének kidolgozását. Megjósolta, hogy a fermionoknak nevezett részecskék osztályában olyan részecskéknek kell létezniük, amelyek saját antirészecskéik. A Majorana-egyenlet megoldása eredményezi ezeket a részecskéket, amelyeket ma Majorana-fermionoknak neveznek. Felmerült a feltételezés, hogy a világegyetemben lévő „hiányzó tömeg” legalább egy része, amelyet nem lehet kimutatni, csak a gravitációs hatásából következtetve, Majorana-részecskékből állhat.
1938-ban, 32 évesen, a nápolyi egyetem elméleti fizika professzora lett a versenyszabályoktól függetlenül, anélkül, hogy vizsgát kellett volna tennie, mert „az elméleti fizika területén elért egyedülálló szaktudásának nagy hírneve miatt”.

### A neutrínótömegekkel kapcsolatos munka
Majorana korszakalkotó elméleti munkát végzett a neutrínótömegekkel kapcsolatban, amely 2017-ben is aktív kutatási téma.

## Eltűnés
A hírek szerint Majorana minden pénzét levette a bankszámlájáról, mielőtt Nápolyból Palermóba utazott volna. Talán azért utazott Palermóba, hogy meglátogassa barátját, Emilio Segrè-t, az ottani egyetem professzorát, de Segrè akkoriban Kaliforniában tartózkodott.
Palermóban Majorana 1938. március 25-én jegyet váltott egy hajóútra, hogy visszatérjen Nápolyba. Ismeretlen körülmények között eltűnt. Holttestét többszöri nyomozás ellenére sem találták meg, és sorsa máig bizonytalan.
Eltűnése napján Majorana a következő üzenetet küldte Palermóból Antonio Carrellinek, a nápolyi Fizikai Intézet igazgatójának:
Kedves Carrelli,

Meghoztam egy döntést, ami elkerülhetetlenné vált. Egy csepp önzés sincs benne, de tisztában vagyok vele, hogy hirtelen eltűnésem milyen gondot okoz majd neked és a diákoknak. Ezért is bocsánatodat kérem, de különösen azért, hogy elárultam a bizalmat, az őszinte barátságot és a szimpátiát, amit az elmúlt hónapokban kaptam tőled.

Kérem, hogy emlékezzenek meg rólam mindazok, akiket az Önök intézetében megismertem és megbecsültem, különösen Sciuti: legalább ma este 11 óráig, de lehet, hogy később is, mindannyiukról szép emléket fogok őrizni.

 — E. Majorana
Ezt gyorsan követte Majorana távirata, amelyben lemondta korábbi utazási terveit. Nyilvánvalóan ezután vett egy jegyet, hogy Palermóból hajóval utazzon vissza Nápolyba. Soha többé nem látták.

### Vizsgálatok és hipotézisek
Leonardo Sciascia olasz író összefoglalta az eltűnéssel kapcsolatos vizsgálatok és hipotézisek néhány eredményét; Sciascia néhány következtetését azonban Majorana néhány korábbi munkatársa, köztük E. Amaldi és E. Segrè cáfolta. Recami kritikusan vizsgálja a Majorana eltűnésével kapcsolatos különböző hipotéziseket, köztük a Sciascia által felvetetteket, és szuggesztív bizonyítékokat mutat be arra a felvetésre, hogy Majorana Argentínába utazott.
Giorgio Agamben olasz filozófus 2016-ban jelentetett meg egy könyvet, amely Majorana eltűnésének ügyét vizsgálja.

### Javasolt magyarázatok
Eltűnésének számos javasolt magyarázata a következő:
Öngyilkossági hipotézisAmaldi, Segrè és mások javasolták.
Az Argentínába történő kivándorlás hipotéziseErasmo Recami és Carlo Artemi javasolta.
A Venezuelába való kivándorlás hipotéziseA Rai 3 „Chi l'ha Visto?” (Ki látta?) című beszélgetőműsora közzétett egy nyilatkozatot, amely szerint Majorana 1955 és 1959 között élt, és a venezuelai Valenciában élt a „Bini” vezetéknév alatt.
Kolostorba vonulás hipotéziseSciascia által javasolt (állítólag a Serra San Bruno-i karthauzi rend). Sciascia kizárta az öngyilkosságot arra hivatkozva, hogy Majorana hívő katolikus volt. Majorana családja és papja, Francesco Riccieri monsignor szintén kizárta az öngyilkosságot, és a lelki visszavonulás lehetőségét részesítették előnyben. Sciascia úgy véli, hogy Majorana azért akart eltűnni, mert előre látta, hogy a nukleáris erők nukleáris robbanóanyagokhoz fognak vezetni, és ő ebben nem akart részt venni.
Emberrablás vagy gyilkosság feltételezéseBella, Bartocci és mások által, hogy elkerülje az atomfegyver építésében való részvételét.
Koldussá válás választásának hipotéziseBascone és Venturini (az úgynevezett „omu cani” vagy „kutyás ember” hipotézis)

### 2011-ben újra megnyitott és lezárt ügy
2011 márciusában az olasz média arról számolt be, hogy a római ügyészség bejelentette, hogy vizsgálatot indít egy tanú vallomásával kapcsolatban, amely szerint a második világháború utáni években Buenos Airesben találkozott Majoranával. 2011. június 7-én az olasz média arról számolt be, hogy a Carabinieri RIS elemezte egy 1955-ben Argentínában készült férfi fényképét, és tíz ponton talált hasonlóságot Majorana arcával.
2015. február 4-én a római ügyészség közleményt adott ki, amelyben kijelentette, hogy Majorana 1955 és 1959 között a venezuelai Valenciában élt. Új bizonyítékok alapján ez utóbbi megállapítások képezték az alapját annak, hogy a hivatal hivatalosan lezártnak nyilvánította az eltűnési ügyet, mivel nem találtak az eltűnésével kapcsolatos bűnügyi bizonyítékokat, megállapították, hogy valószínűleg személyes döntés volt, és feltételezték, hogy a férfi Venezuelába emigrált.

## Megemlékezés a centenáriumról
A 2006-os év Majorana századik születésnapját jelentette.
„Ettore Majorana öröksége és a XXI. század fizikája” címmel nemzetközi konferenciát tartottak 2006. október 5-6-án Cataniában, Majorana születésének századik évfordulója alkalmából. A konferencia anyaga magas rangú nemzetközi tudósok cikkeivel, A. Bianconi, D. Brink, N. Cabibbo, R. Casalbuoni, G. Dragoni, S. Esposito, E. Fiorini, M. Inguscio, R. W. Jackiw, L. Maiani, R. Mantegna, E. Migneco, R. Petronzio, B. B. Preziosi, R. Pucci, E. Recami és Antonino Zichichi tanulmányait az Andrea Rapisarda (elnök), Paolo Castorina, Francesco Catara, Salvatore Lo Nigro, Emilio Migneco, Francesco Porto és Emanuele Rimini által szerkesztett POS Proceedings of Science of SISSA jelentette meg.
Az Olasz Fizikai Társaság 2006-ban emlékkönyvet adott ki kilenc összegyűjtött tanulmányából, kommentárokkal és angol fordításokkal.
Szintén a centenárium alkalmából az Electronic Journal of Theoretical Physics (EJTP) húsz cikkből álló különszámot jelentetett meg, amely Majorana örökségének modernkori fejlődésével foglalkozik. Az EJTP a centenárium alkalmából díjat is alapított az emlékére. A Majorana-érmet vagy Majorana-díjat évente ítélik oda olyan kutatóknak, akik az elméleti fizikában — annak legtágabb értelmében — különös kreativitást, kritikai érzéket és matematikai szigort mutattak. A 2006. évi Majorana-díjat Erasmo Recami (Bergamói Egyetem és INFN) és George Sudarshan (Texasi Egyetem), a 2007. évi Majorana-díjat Lee Smolin (Perimeter Institute for Theoretical Physics, Kanada), Eliano Pessa (Centro Interdipartimentale di Scienze Cognitive, Pavia Egyetem és Pszichológiai Tanszék, Pavia Piazza Botta Egyetem, Olaszország) és Marcello Cini (Fizika Tanszék, La Sapienza Egyetem, Róma, Olaszország) kapta.

## Fordítás
- Ez a szócikk részben vagy egészben  az   Ettore Majorana című angol Wikipédia-szócikk fordításán alapul.  Az eredeti cikk szerkesztőit annak laptörténete sorolja fel. Ez a jelzés csupán a megfogalmazás eredetét és a szerzői jogokat jelzi, nem szolgál a cikkben szereplő információk forrásmegjelöléseként.